# مارك سوندرز
مارك سوندرز (بالإنجليزية: Mark Saunders)‏ (23 يوليو 1971 بريدنغ في المملكة المتحدة - ) هو لاعب كرة قدم بريطاني في مركز الوسط. لعب مع نادي بليموث أرجايل ونادي غيلينغهام وميدستون يونايتد وفولكستون إنفيكتا وTiverton Town F.C. ‏.

## وصلات خارجية
- مارك سوندرز على موقع قاعدة بيانات كرة القدم.إي يو (الإنجليزية)